# Distilled Love
Distilled Love é um curta-metragem de comédia mudo norte-americano de 1920, codirigido por Vin Moore e Richard Smith – estrelado pelo ator cômico Oliver Hardy.

## Elenco
- Alice Howell
- Richard Smith - (como Dick Smith)
- Oliver Hardy - Mr. Peeble Ford (como Babe Hardy)
- Billy Bevan
- Fay Holderness
- Ida Mae McKenzie
- Ray Godfrey - (como Rae Godfrey)